# 鉄筋コンクリート

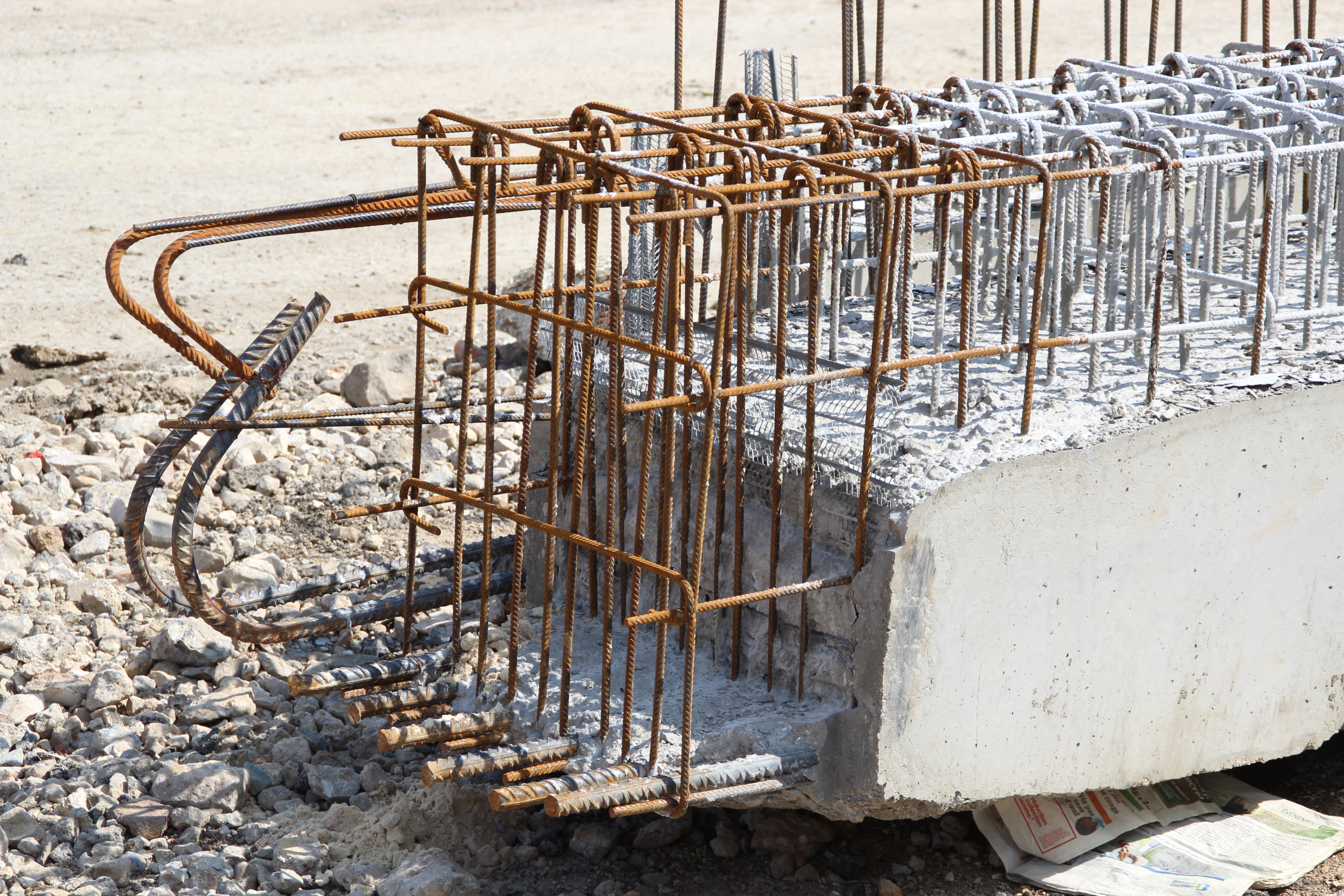
コンクリートの中に配された鉄筋

鉄筋コンクリート（てっきんコンクリート、英語: Reinforced concrete, RC）は、コンクリートのうち、芯に鉄筋を配することで強度を高めたものを指す。コンクリートと鉄を組み合わせることで互いの長所・短所を補い合い、強度や耐久性を向上させるものである。鉄筋混凝土とも表記。
建築や土木分野では極めて一般的な建材・工法であり、鉄筋コンクリートでないコンクリートをあえて「無筋コンクリート」と呼ぶこともある。歴史的には戦時中の日本では、鉄材不足を補うために竹筋コンクリートが用いられた時期もある。

## 概要
砂や砂利と水、セメントを混ぜて硬化させたコンクリートの歴史は古く、古代ローマ時代から実用されてきた（ローマン・コンクリート）。しかしこれに鉄筋を入れて補強する工法は19世紀になって登場したものである。
コンクリートは圧縮力に強い反面、引張力には弱く、一度破壊されると強度を失う。鉄はその逆で、引張強度が高い反面、圧縮によって座屈しやすいが、容易には破断しない粘り強さ（靱性）を持つ。この両者を組み合わせることで、互いの弱点を補い合い、圧縮力・引張力ともに高く、多少の破壊でも崩壊しない強度が得られる。
鉄は錆びる（酸化還元反応）とその強度を失うが、コンクリートは高アルカリ性のため、鉄筋はコンクリートによって長期間錆から守られることになり、高い耐久性が得られるという利点もある。さらに、石や木材を組み合わせる構造と違い、建築の自由度が高い。

## 構造的な特性
鉄筋コンクリートは、引張りに弱いコンクリートを補強するために鉄筋を配したコンクリートである。鉄筋は引張りが作用しても引き抜けないように、両端をアルファベットのJの形状に曲げたフックにしたり、節（リブ）のある異形鉄筋が用いられる。
金属の鉄がもつ性質の容易に破断しない粘り強さ（靱性）と引張強度、セメントと骨材（こつざい）である砂及び砂利を水と混ぜたコンクリートがもつ高い圧縮強度を併用した構造の一つ。鉄を主な材料とする棒状に加工した鉄筋が、細長比と呼ばれる径と長さの比率が一定の限度を越えると、発生する座屈や撓み（たわみ）等の曲がりが生じてしまう性質を、コンクリートが鉄筋の周囲を拘束することで曲がらぬように抑え、他方、コンクリートが曲げや引張強度の面では脆い部分を鉄が補うようにバランスよく構造設計を行うことで、互いの弱点を相互補完する構造である。鉄とコンクリートの付着強度が大きく、また熱膨張率がほぼ等しい（1.0×10-5/K 前後）ということも、この二つの材料を組み合わせることが可能な理由として挙げられる。

### 耐久性
化学的な性質の点では、鉄は空気中に暴露していると大気中の酸素と結合し酸化して錆が発生し、長い年月を経ると強度を担うべき断面積が錆により腐食し、当初の強度を保てなくなる。しかし、コンクリートの成分に含まれるセメントが高アルカリ性であるため、鉄筋コンクリート中の鉄筋は不動態化している。そのため、鉄筋コンクリート中の鉄筋は腐食せず、要求性能を満たしつづける。
鉄筋コンクリートは長い時間をかけて劣化していき、いずれ強度を失ってしまう。中性化、塩害、凍害、アルカリ骨材反応がその主な原因となる。

#### 中性化
中性化は、空気中の二酸化炭素によって、コンクリートの成分である水酸化カルシウムが炭酸カルシウムへ変化していく現象である。コンクリートそのものの強度は中性化によっても大きな劣化は起こさないが、内部の鉄筋は中性化によって錆が進行する。前述のとおりコンクリートに覆われた鉄筋は不動態となり、錆は進行しない。しかし長期間かけてコンクリートのアルカリ性が弱まり、中性に傾くと鉄筋は錆び始める。錆びた鉄筋は膨張し、それによってコンクリートが剥落し、そこからさらに中性化が進行してゆく。
中性化の速度は周囲の環境にも大きく左右される。一般に、二酸化炭素濃度や温度が高ければ中性化しやすくなり、コンクリートの水分が多ければ中性化の進行は抑えられる。そのため、建築物の室内側のほうが中性化は早くすすみ、水中や地中の構造物では中性化はあまり進まない。
対策として、コンクリートの表面から鉄筋までの厚さ（かぶり厚さ）を大きくすることで、中性化が鉄筋に到達するまでの年月を長くすることができる。また、水セメント比を下げる（水を少なく、セメントを多くする）ことも中性化を遅らせる効果がある。ただしこれらの方法では全体の重量や建築コストはかさむ。別の方法として、コンクリートの表面に保護塗装やタイル貼りなどを施し、表面からの中性化をより遅くすることも行われる。

#### 塩害
塩害は、もとのコンクリートそのものの成分に塩化物イオンが多く含まれる場合にすすむ。主な原因として、コンクリートの主材料の一つである砂が海に由来するなどはじめからコンクリート内に塩化物イオンが含まれている場合と、海浜部での海からやってくる塩分や寒冷地で使用される融雪剤などに由来する塩化物イオンが挙げられる。
特にコンクリート内部の塩化物イオンによる塩害の場合、空気中の二酸化炭素による中性化と違い、中性化は表面からではなく内部から進行するため、鉄筋コンクリートの耐久性に与える影響は大きくなる。高度経済成長期には脱塩が曖昧なままに建設された建造物が多く、社会問題（コンクリートクライシス）になった。長崎県佐世保市宇久島に位置する宇久長崎鼻灯台は、1959年に海水練りのコンクリートを用いた鉄筋コンクリートにより建造され、50年以上も経過した段階でも現役の構造物として稼働している。

## 性質
鉄筋コンクリートは強度や耐久性のほか、遮音性能、水密性、流動性に優れた建材である。ただし、いくら鉄筋コンクリートが遮音性能に優れるとしても、実際の建物には窓や換気口などの開口部があるので、建築物全体としての総合性能は様々な要素を検討する必要がある。
遮音性能
遮音性能は物質の比重の大きさに比例し、単位当たりの重量が重いほど遮音効率が良い。

水密性
適正な品質管理を行ない密実に打設されたコンクリートは構造体として連続性をもち、セメントが化学反応により硬化する際に発生するクラックと呼ぶひび割れが生じない限りは高い水密性が期待できる。

流動性
スランプと呼ぶコンクリートを打設する際の硬さや柔らかさの設定次第でいわゆるコンパネの通称で知られるコンポジットパネルにより組み立てられた型枠形状に流動性を以て追従し、平面形状や断面形状の自由度の高い形態を作り易い。

## 破壊メカニズム
鉄筋コンクリートには、曲げ引張破壊と曲げ圧縮破壊、せん断破壊、付着割裂破壊、疲労破壊などの破壊メカニズムがある。
曲げ引張破壊
コンクリート部材に曲げモーメントが作用したときに、引張り側の鉄筋が降伏に達して、部材が破壊するモード。
曲げ圧縮破壊
曲げ引張破壊と同じく、コンクリート部材に曲げモーメントが作用したときに、圧縮側のコンクリートが破壊に達して、部材が破壊するモード。鉄筋量が極端に多いときに発生する。
せん断破壊
コンクリート部材にせん断力が作用したときに、せん断耐力に達して破壊するモード。非常に脆性的な破壊であり、防がなければならない。
付着割裂破壊
鉄筋の引き抜きにより、鉄筋に沿ってクラックが入り、それが進展して部材の破壊に至るモード。異形鉄筋が引き抜きに耐えられなくなったときに発生する。
疲労破壊
部材の応力は破壊に達していなくとも、荷重を数百万回にもわたって受けることによって局所的にクラックが入り、それが進展して部材の破壊に至るモード。
コーン状破壊
コンクリート部材に打ち込んだアンカーに引き抜き力が作用したときに、せん断耐力に達して破壊するモード。
曲げ破壊を防止することを目的とした鉄筋を主鉄筋、せん断破壊を防止するための鉄筋をせん断補強鉄筋と呼ぶ。梁のせん断補強鉄筋を肋筋またはスターラップ、柱のせん断補強鉄筋を帯鉄筋またはフープと呼ぶこともある。主鉄筋は部材の長い方向に配され、せん断補強鉄筋はそれに垂直に固定される。梁の場合、通常、荷重は上からかかるので主鉄筋は上下端に配される。一方、柱の場合、地震などの方向の特定できない外力に耐える必要から四辺ともに配される。

## 歴史

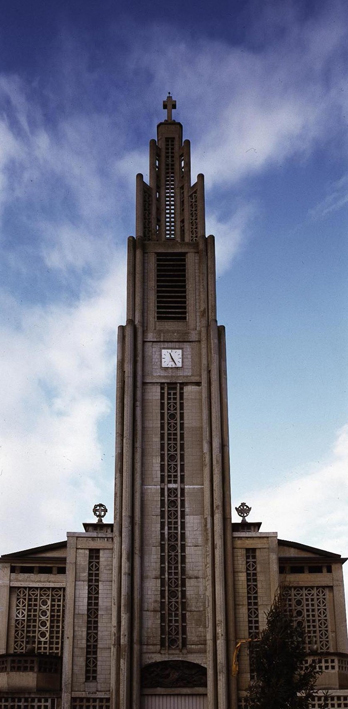
ペレの代表作「ランシーの教会堂」

コンクリートは古代ローマ時代から実用されており、ローマン・コンクリートが用いられた建造物としてパンテオン（西暦128年）などが知られている。しかしこれは無筋で使用されていた。
19世紀のフランスで、コンクリートに鉄筋を配して強度を高める技法が登場した。最初期のものとしては土木技師のフランソワ・コワニエ (François Coignet) によるサン＝ドニの4階建て住宅（1853年）、ジョゼフ・ルイ・ランボー (Joseph-Louis Lambot) による小舟（1855年）などが知られている。1867年には庭師のジョゼフ・モニエが、園芸用の植木鉢の強度を上げるために金網とコンクリートの組み合わせを考案し、特許を取得した。モニエの技術は橋梁などの強度を必要とする建造物に用いられるようになった。
20世紀に入るとオーギュスト・ペレが登場した。ペレは鉄筋コンクリートが自由に造形できる点や、高い強度があることで強度と意匠性を両立できる点に注目し、従来の石造りやレンガ造りではできなかった大開口や大空間の建物を建築した。「ランシーの教会堂」（1923年）などが知られているほか、オーギュスト・ペレによって再建された都市ル・アーヴルは後に世界遺産となった。
ペレに学んだル・コルビュジエの建築にも、鉄筋コンクリートの特性を活かしたスタイルを見出すことができる。
わが国では京都帝国大学工学部教授である日比忠彦らの研究により以降多く採用されている。
1921年には、東京都で猿江小学校の校舎、慶應義塾幼稚舎の屋内体育場が鉄筋コンクリート造りで建設された。